# Asielprocedure van Taida Pasić
De aanvraag van een verblijfsvergunning voor Taida Pasić kreeg in 2006 landelijke aandacht in Nederland toen deze Servisch-Kosovaarse vluchteling (geboren in 1987), in afwachting van haar uitzetting, in vreemdelingenbewaring genomen werd terwijl ze in haar eindexamenjaar zat.
In de ochtend van 28 april 2006 verliet Pasić Nederland nadat minister Verdonk had besloten dat zij moest vertrekken en de rechter haar beroep hiertegen ongegrond had verklaard. Aan het eind van de middag van diezelfde dag kwam zij per vliegtuig in de Bosnische hoofdstad Sarajevo aan, waar zij zonder problemen de grenscontrole passeerde en werd opgehaald door haar vader. Zij legde tussen 19 mei en 1 juni 2006 haar vwo-eindexamen af op de Nederlandse ambassade in Sarajevo. Op 15 juni werd bekend dat zij voor haar examen was geslaagd. In augustus 2006 begon ze aan een studie rechten aan de Universiteit Leiden.

## Verblijfsvergunning om vwo-opleiding te voltooien

### Voorgeschiedenis
Het Servisch-Kosovaarse gezin Pasić vluchtte in 1999 uit Kosovo naar Nederland en werd opgevangen in het asielzoekerscentrum te Winterswijk, de plaats waarin Taida onderwijs volgde op de school De Driemark. Hun aanvraag, in 2000, tot toelating als vluchteling, werd begin 2001 afgewezen, wat later door de rechtbank is bevestigd. In 2004 meende de Immigratie- en Naturalisatiedienst (IND) dat de rust in Kosovo voldoende was weergekeerd om het gezin te repatriëren. Omdat Taida in Nederland haar vwo-opleiding wilde afmaken, werd tot tweemaal toe de IND om advies gevraagd inzake een mogelijke verblijfsvergunning voor studiedoeleinden. De IND gaf steeds een negatief advies, onder meer omdat er in Kosovo een gelijkwaardige opleiding zou zijn. Deze gelijkwaardigheid wordt door o.a. de Nuffic (Nederlandse organisatie voor internationale samenwerking in het hoger onderwijs) bestreden, omdat de voertaal op dit gymnasium Albanees is (een taal die Pasić niet sprak) en het diploma noch in de Europese Unie noch in de Verenigde Staten erkend wordt. Hoe dan ook zou Pasić volgens eigen zeggen direct een paar klassen terug worden gezet. De IND adviseerde Pasić een advocaat te raadplegen om andere mogelijkheden te onderzoeken.
De Stichting VluchtelingenWerk Nederland adviseerde het gezin om mee te werken aan de komende uitzetting en geen beroep aan te tekenen, omdat dit een terugkeer van Pasić naar Nederland zou vergemakkelijken. Hoewel het gezin op dat moment nog niet was uitgeprocedeerd, werd voor deze mogelijkheid gekozen, vooral omdat Taida Pasić bij een eventueel verlies van de procedure gedurende vijf jaar de EU niet meer in zou mogen. Op 18 januari 2005 verliet de familie Pasić Nederland en kreeg van de IND 7000 euro mee om in Kosovo een nieuw bestaan op te bouwen. Het gezin bleek zich echter niet in Kosovo te kunnen vestigen of inschrijven en was hierdoor gedwongen om eerst enige tijd illegaal in Servië te verblijven (waar Taida's vader wegens dienstweigering onder Milošević persona non grata was) en vandaar illegaal naar Bosnië te verhuizen. In beide landen behoorde het gezin tot een gediscrimineerde minderheid.
Op 7 januari 2005 werd bij de IND om advies gevraagd omtrent het verkrijgen van een machtiging tot voorlopig verblijf (MVV). Op 7 april 2005 werd door de Visadienst een negatief advies uitgebracht, omdat Nederland niet het meest aangewezen land was voor het volgen van deze opleiding. In juni 2005 keerde Pasić op een Frans toeristenvisum, terug naar Nederland om haar overgangstoetsen voor 6 vwo te maken. Hierna verbleef ze enige maanden bij familie in Frankrijk. Op 4 juli werd voor haar weer een advies omtrent het verkrijgen van een MVV gevraagd, waarop op 27 september 2005 wederom een negatief advies werd uitgebracht. Toch kwam ze eind november terug naar Nederland om "à titre personnel" een toelatingsprocedure te starten. In de gemeente Haarlem kreeg zij een stempel in haar paspoort waarmee ze, in afwachting van een definitieve beschikking, in Nederland mocht wonen en studeren. In Winterswijk werd zij opgevangen door de familie Meulenkamp, die zich in december 2004 als gastgezin had aangeboden.

### In vreemdelingenbewaring genomen
Hoewel de standaardprocedure Pasić mogelijk voldoende tijd zou hebben gegeven om hier haar vwo-diploma te halen, besloot de IND onverwacht tot onmiddellijke uitzetting. Op 18 januari 2006 werd Pasić uit de klas gehaald en twee weken in vreemdelingenbewaring genomen in het uitzetcentrum Zestienhoven bij Rotterdam.
De inbewaringneming en de wijze waarop dit had plaatsgevonden leidden tot hevig protest vanuit de school van Pasić, haar medeleerlingen en de gemeenteraad van Winterswijk. Er werd een website Steun Taida opgezet, een handtekeningenactie georganiseerd en de publiciteit werd gezocht door middel van protestacties. Medeleerlingen van Taida blokkeerden wegen en stopten het autoverkeer bij demonstraties in Winterswijk. Die vonden onder andere plaats op de straat voor de school van Taida De Driemark, bij het gemeentehuis en op de Markt waarbij op 20 januari 2006 honderden leerlingen aanwezig waren. Op de site Steun Taida meldden zich (naast de ruim 75.000 steunbetuigingen) ook mensen die bereid waren tot een huwelijk met de studente om zodoende Pasić in Nederland te kunnen laten blijven. Ook Minister van Onderwijs Maria van der Hoeven sprak zich in haar weblog uit vóór de mogelijkheid om Taida in Nederland examen te laten doen, maar werd daarover bij monde van premier Balkenende teruggefloten in de ministerraad.
De vreemdelingenkamer van de rechtbank Den Haag (nevenzittingsplaats Groningen) oordeelde op 1 februari 2006 dat de vrijheidsberoving disproportioneel (onevenredig) zou zijn, gelastte dat Pasić zou worden vrijgelaten en kende haar een schadevergoeding van 1005 euro toe. Minister van Vreemdelingenzaken Rita Verdonk tekende bij de Raad van State hoger beroep aan tegen deze beslissing en op 10 maart 2006 werd haar beroep gegrond verklaard. De Raad van State oordeelde dat er gegronde redenen waren om te vermoeden dat Pasić zou proberen zich aan uitzetting te onttrekken. 
Uit een intern onderzoek door de politie naar de inbewaringneming bleek dat de bestaande procedure correct was nagevolgd, maar dat deze procedure aangepast diende te worden, omdat daarin onvoldoende rekening was gehouden met de gevolgen van het optreden.

### Het verwijt fraude
Daags na de uitspraak van de Amsterdamse rechtbank benaderde een woordvoerder van het ministerie het dagblad de Telegraaf met de bewering dat Pasić fraude had gepleegd, onder meer omdat zij niet in Haarlem maar in Winterswijk was gaan wonen en ze het Franse toeristenvisum op grond van een valse inschrijving aan de Universiteit van Belgrado had verkregen. Voor dit visum had zij aan een tussenpersoon 4000 euro betaald. Verder was ze enkele weken langer in Nederland gebleven dan de geldigheidsduur van het visum toeliet. Ook zou ze ooit hebben beweerd dat ze haar paspoort had vernietigd om uitzetting te voorkomen. Volgens Pasić waren deze zaken reeds aan de rechter bekend en was de inschrijving aan de universiteit zonder haar toestemming door de tussenpersoon geregeld.
Ook verschenen er berichten in de pers dat Pasić er bewust voor zou hebben gekozen om geen staatsexamen in Kosovo aan te vragen, maar dit examen is alleen mogelijk op een Nederlandse ambassade of militaire basis, die daar geen van beide aanwezig zijn. Bovendien is het staatsexamen niet bedoeld voor personen die recentelijk regulier onderwijs hebben gevolgd en kan het binnen Europa alleen in Nederland worden afgelegd. Mogelijk werd hier het centraal schriftelijk examen bedoeld, maar ook dit examen moet in het buitenland op een Nederlandse ambassade of basis worden afgelegd en het mondelinge gedeelte dient (bij beide soorten examens) in Nederland plaats te vinden. Uiteindelijk is besloten dat zij examen in Sarajevo mocht doen.
Na kritiek vanuit onder meer de Tweede Kamer nam Verdonk de term "fraude" (een misdrijf) terug en sprak vanaf dat moment van "oneigenlijk gebruik" (wat geen misdrijf is). De minister ontkende dat het haar bedoeling was geweest om het meisje zwart te maken, maar beriep zich op eerdere toestemming van de Kamer om in geval van eenzijdige belichting in de media privé-gegevens te mogen openbaren. Een onderzoek van het College Bescherming Persoonsgegevens (CBP) of deze handelwijze hier was toegestaan omdat de zaak op dat moment nog onder de rechter was, concludeerde op 28 mei 2006 dat de minister onzorgvuldig en onrechtmatig had gehandeld, waarna door de advocaat van Pasić een schadeclaim is ingediend. Hierover is door de rechter nog geen uitspraak gedaan.
In tegenstelling tot wat door de media aan minister Verdonk werd toegeschreven, was Pasić hier niet illegaal. De Vreemdelingenwet 2000 stelt in artikel 8 namelijk dat een vreemdeling rechtmatig in Nederland verblijft wanneer deze "een verblijfsvergunning heeft aangevraagd (...) (of) tijdig een rechtsmiddel aanwendt en dat mag afwachten."

### Behandeling van vergunningaanvraag voor studieverblijf
Taida had op 30 november 2005 een aanvraag ingediend van een verblijfsvergunning regulier voor bepaalde tijd met als doel “verblijf voor studie (te weten: afronden vwo-opleiding)”. De minister heeft die aanvraag op 12 januari 2006 afgewezen. Als gevolg hiervan moest ze Nederland binnen 24 uur verlaten. Pasić heeft bezwaar gemaakt tegen de afwijzing en in een voorlopige voorziening verzocht gedurende de behandeling van het bezwaar in Nederland te mogen blijven. De Vreemdelingenkamer van de Rechtbank Den Haag nevenzittingsplaats Amsterdam oordeelde op 3 februari dat de weigering van de aanvraag onvoldoende was onderbouwd en dat Pasić moest worden gehoord over haar bezwaar en voor zolang niet op het bezwaar was beslist niet mocht worden uitgezet. De minister heeft het bezwaar op 28 februari ongegrond verklaard en daarbij besloten dat Pasić binnen vier weken Nederland moest verlaten. Deze beslissing kreeg op 7 maart 2006 de steun van een meerderheid in de Tweede Kamer (VVD, CDA en LPF).
Op 21 maart 2006 ging Taida in beroep tegen de ongegrondverklaring van haar bezwaar. Tevens vroeg ze in een voorlopige voorziening de behandeling van het beroep in Nederland te mogen afwachten. Dit verzoek is op 28 maart 2006 door de voorzieningenrechter toegewezen. Op 21 april verklaarde de Vreemdelingenkamer haar beroep ongegrond. Pasić kon hiertegen in hoger beroep gaan bij de Raad van State, maar zou dit dan niet in Nederland mogen afwachten.
Nu ze de schoolexamens had afgerond, koos Taida er voor Nederland vrijwillig te verlaten. Op de laatste schooldag 27 april nam zij afscheid van haar vrienden. Samen met haar klasgenoten vierde ze een galafeest op school.
Op 28 april 2006 meldde de NOS dat zij Nederland 's ochtends per vliegtuig vanaf luchthaven Schiphol had verlaten. Het ministerie van Onderwijs had toestemming verleend haar vwo-eindexamen op de Nederlandse ambassade in Sarajevo af te leggen. Voor dit examen is ze in juni 2006 geslaagd.

## Verdere levensloop
Taida Pasić is in augustus 2006 rechten aan de Universiteit Leiden gaan studeren. De Visadienst heeft haar in juli 2006 een machtiging tot voorlopig verblijf (MVV) gegeven om tot Nederland te worden toegelaten. Hierna vroeg ze in Nederland een vergunning voor voorlopig verblijf (VTV) aan. Bij de behandeling van deze aanvragen zijn de gebeurtenissen uit het verleden niet betrokken.
De Van Beek-Donnerstichting helpt de rechtenstudie van Taida Pasić te financieren. Een voorwaarde voor het verwerven van een studentenvisum is dat de student wonen en studeren in Nederland kan betalen. De sinds 1940 bestaande stichting steunt minderbedeelde vrouwen bij het verkrijgen van financiële onafhankelijkheid. De stichting zegt onder de indruk te zijn geraakt van haar doorzettingsvermogen.
In 2010 studeerde zij af in civiel recht aan de Universiteit Leiden en was lid van LSV Minerva. In 2011 is zij als advocaat-stagiaire in dienst getreden bij het advocatenkantoor NautaDutilh in Amsterdam. Tussen 2014 en 2018 werkte zij op het kantoor van NautaDutilh in New York. Sinds eind 2018 werkt Pasić bij Dept Digital Marketing in Amsterdam.